# Presidential Cycling Tour of Turkey 2012
Presidential Cycling Tour of Turkey 2012 – 48. edycja wyścigu kolarskiego Presidential Cycling Tour of Turkey.
Wyścig, który miał kategorię 2.HC (najwyższą po UCI World Tour) rozpoczął się 22 kwietnia w Alanyi a zakończył 29 kwietnia w Stambule. W wyścigu brało udział czterech polskich kolarzy: Michał Gołaś z zespołu Omega Pharma-Quick Step zajął 9. miejsce, Jarosław Marycz z grupy Team Saxo Bank był 62., Adrian Kurek z ekipy Utensilnord-Named 95., a Karol Domagalski z Caja Rural ukończył wyścig na 122. miejscu.
Zwyciężył Bułgar Iwajło Gabrowski, kolarz tureckiej grupy Konya Torku Şeker Spor, ale został zdyskwalifikowany za doping, a zwycięstwo przyznano Aleksandrowi Diaczence.

## Etapy
| Etap      | Data        | Start    | Meta       | Km    | Typ | Typ         | Zwycięzca         | Lider            |
| --------- | ----------- | -------- | ---------- | ----- | --- | ----------- | ----------------- | ---------------- |
| I etap    | 22 kwietnia | Alanya   | Alanya     | 135.2 |     | płaski      | Theo Bos          | Theo Bos         |
| II etap   | 23 kwietnia | Alanya   | Antalya    | 157.0 |     | pagórkowaty | André Greipel     | Matthew Goss     |
| III etap  | 24 kwietnia | Antalya  | Elmali     | 154.8 |     | górski      | Iwajło Gabrowski  | Iwajło Gabrowski |
| IV etap   | 25 kwietnia | Fethiye  | Marmaris   | 133.7 |     | pagórkowaty | Mark Renshaw      | Iwajło Gabrowski |
| V etap    | 26 kwietnia | Marmaris | Turgutreis | 179   |     | górski      | Andrea Di Corrado | Iwajło Gabrowski |
| VI etap   | 27 kwietnia | Bodrum   | Kusadasi   | 180.3 |     | górski      | Sacha Modolo      | Iwajło Gabrowski |
| VII etap  | 28 kwietnia | Kusadasi | Izmir      | 127.0 |     | płaski      | Iljo Keisse       | Iwajło Gabrowski |
| VIII etap | 29 kwietnia | Stambuł  | Stambuł    | 116.5 |     | płaski      | Theo Bos          | Iwajło Gabrowski |

### Etap 1: 22 kwietnia 2012:Alanya– Alanya 135,2 km
| Lp. | Zawodnik         | Zespół | Czas       |
| --- | ---------------- | ------ | ---------- |
| 1   | Theo Bos         | RAB    | 3h 05' 55" |
| 2   | Matthew Goss     | GEC    | + 0"       |
| 3   | Daniele Colli    | TT1    | + 0"       |
|     |                  |        |            |
| 64  | Karol Domagalski | CJR    | + 0"       |
| 79  | Michał Gołaś     | OPQ    | + 0"       |
| 80  | Adrian Kurek     | UNA    | + 0"       |
| 127 | Jarosław Marycz  | SAX    | + 0"       |

| Lp. | Zawodnik         | Zespół | Czas       |
| --- | ---------------- | ------ | ---------- |
| 1   | Theo Bos         | RAB    | 3h 05' 45" |
| 2   | Matthew Goss     | GEC    | + 4"       |
| 3   | Daniele Colli    | TT1    | + 6"       |
|     |                  |        |            |
| 64  | Karol Domagalski | CJR    | + 10"      |
| 79  | Michał Gołaś     | OPQ    | + 10"      |
| 80  | Adrian Kurek     | UNA    | + 10"      |
| 127 | Jarosław Marycz  | SAX    | + 10"      |

### Etap 2: 23 kwietnia 2012:Alanya–Antalya157 km
| Lp. | Zawodnik         | Zespół | Czas       |
| --- | ---------------- | ------ | ---------- |
| 1   | André Greipel    | LTB    | 3h 16' 04" |
| 2   | Matthew Goss     | GEC    | + 0"       |
| 3   | Matteo Pelucchi  | EUC    | + 0"       |
|     |                  |        |            |
| 34  | Karol Domagalski | CJR    | + 0"       |
| 71  | Michał Gołaś     | OPQ    | + 0"       |
| 134 | Adrian Kurek     | UNA    | + 0"       |
| 144 | Jarosław Marycz  | SAX    | + 0"       |

| Lp. | Zawodnik         | Zespół | Czas       |
| --- | ---------------- | ------ | ---------- |
| 1   | Matthew Goss     | GEC    | 6h 21' 47" |
| 2   | André Greipel    | LTB    | + 02"      |
| 3   | Matteo Pelucchi  | EUC    | + 08"      |
|     |                  |        |            |
| 25  | Karol Domagalski | CJR    | + 12"      |
| 77  | Michał Gołaś     | OPQ    | + 18"      |
| 113 | Adrian Kurek     | UNA    | + 18"      |
| 146 | Jarosław Marycz  | SAX    | + 18"      |

### Etap 3: 24 kwietnia 2012:Antalya–Elmali151,8 km
| Lp. | Zawodnik              | Zespół | Czas       |
| --- | --------------------- | ------ | ---------- |
| 1   | Iwajło Gabrowski      | KAT    | 4h 21' 09" |
| 2   | Aleksander Diaczenko  | AST    | + 01' 29"  |
| 3   | Danail Andonow Petrow | CJR    | + 01 32"   |
|     |                       |        |            |
| 9   | Michał Gołaś          | OPQ    | + 02' 52"  |
| 52  | Jarosław Marycz       | SAX    | + 11' 03"  |
| 69  | Adrian Kurek          | UNA    | + 14' 58"  |
| 103 | Karol Domagalski      | CJR    | + 18' 53"  |

| Lp. | Zawodnik              | Zespół | Czas        |
| --- | --------------------- | ------ | ----------- |
| 1   | Iwajło Gabrowski      | KAT    | 10h 43' 04" |
| 2   | Aleksander Diaczenko  | AST    | + 01' 33"   |
| 3   | Danail Andonow Petrow | CJR    | + 01 38"    |
|     |                       |        |             |
| 9   | Michał Gołaś          | OPQ    | + 03' 02"   |
| 53  | Jarosław Marycz       | SAX    | + 11' 13"   |
| 67  | Adrian Kurek          | UNA    | + 15' 08"   |
| 102 | Karol Domagalski      | CJR    | + 18' 57"   |

### Etap 4: 25 kwietnia 2012:Fethiye–Marmaris131,7 km
| Lp. | Zawodnik         | Zespół | Czas       |
| --- | ---------------- | ------ | ---------- |
| 1   | Mark Renshaw     | RAB    | 3h 14' 01" |
| 2   | Matthew Goss     | GEC    | + 0"       |
| 3   | Daniele Colli    | TT1    | + 0"       |
|     |                  |        |            |
| 24  | Michał Gołaś     | OPQ    | + 0"       |
| 80  | Karol Domagalski | CJR    | + 05' 00"  |
| 89  | Jarosław Marycz  | SAX    | + 08' 38"  |
| 171 | Adrian Kurek     | UNA    | + 21' 40"  |

| Lp. | Zawodnik              | Zespół | Czas        |
| --- | --------------------- | ------ | ----------- |
| 1   | Iwajło Gabrowski      | KAT    | 13h 57' 05" |
| 2   | Aleksander Diaczenko  | AST    | + 01' 33"   |
| 3   | Danail Andonow Petrow | CJR    | + 01 38"    |
|     |                       |        |             |
| 9   | Michał Gołaś          | OPQ    | + 03' 02"   |
| 70  | Jarosław Marycz       | SAX    | + 19' 51"   |
| 82  | Karol Domagalski      | CJR    | + 23' 57"   |
| 117 | Adrian Kurek          | UNA    | + 36' 48"   |

### Etap 5: 26 kwietnia 2012:Marmaris–Turgutreis177,8 km
| Lp. | Zawodnik          | Zespół | Czas       |
| --- | ----------------- | ------ | ---------- |
| 1   | Andrea Di Corrado | COG    | 4h 50' 25" |
| 2   | Jonas Jørgensen   | SAX    | + 40"      |
| 3   | Jérôme Cousin     | EUC    | + 40"      |
|     |                   |        |            |
| 23  | Michał Gołaś      | OPQ    | + 01' 27"  |
| 57  | Jarosław Marycz   | SAX    | + 01' 27"  |
| 161 | Karol Domagalski  | CJR    | + 05' 36"  |
| 167 | Adrian Kurek      | UNA    | + 05' 36"  |

| Lp. | Zawodnik              | Zespół | Czas        |
| --- | --------------------- | ------ | ----------- |
| 1   | Iwajło Gabrowski      | KAT    | 18h 48' 57" |
| 2   | Aleksander Diaczenko  | AST    | + 01' 33"   |
| 3   | Danail Andonow Petrow | CJR    | + 01 38"    |
|     |                       |        |             |
| 9   | Michał Gołaś          | OPQ    | + 03' 02"   |
| 69  | Jarosław Marycz       | SAX    | + 19' 51"   |
| 88  | Karol Domagalski      | CJR    | + 28' 06"   |
| 134 | Adrian Kurek          | UNA    | + 40' 57"   |

### Etap 6: 27 kwietnia 2012:Bodrum–Kusadasi179 km
| Lp. | Zawodnik         | Zespół | Czas       |
| --- | ---------------- | ------ | ---------- |
| 1   | Sacha Modolo     | COG    | 4h 34' 00" |
| 2   | Matthew Goss     | OGE    | + 0"       |
| 3   | Mark Renshaw     | RAB    | + 0"       |
|     |                  |        |            |
| 24  | Adrian Kurek     | UNA    | + 0"       |
| 37  | Michał Gołaś     | OPQ    | + 0"       |
| 94  | Jarosław Marycz  | SAX    | + 09' 28"  |
| 163 | Karol Domagalski | CJR    | + 26' 05"  |

| Lp. | Zawodnik              | Zespół | Czas        |
| --- | --------------------- | ------ | ----------- |
| 1   | Iwajło Gabrowski      | KAT    | 23h 22' 57" |
| 2   | Aleksander Diaczenko  | AST    | + 01' 33"   |
| 3   | Danail Andonow Petrow | CJR    | + 01 38"    |
|     |                       |        |             |
| 9   | Michał Gołaś          | OPQ    | + 03' 02"   |
| 68  | Jarosław Marycz       | SAX    | + 29' 19"   |
| 100 | Adrian Kurek          | UNA    | + 40' 57"   |
| 130 | Karol Domagalski      | CJR    | + 54' 11"   |

### Etap 7: 28 kwietnia 2012:Kusadasi–Izmir124 km
| Lp. | Zawodnik            | Zespół | Czas       |
| --- | ------------------- | ------ | ---------- |
| 1   | Iljo Keisse         | OPQ    | 2h 52' 38" |
| 2   | Marcel Kittel       | ARG    | + 0"       |
| 3   | Alessandro Petacchi | LAM    | + 0"       |
|     |                     |        |            |
| 37  | Michał Gołaś        | OPQ    | + 0"       |
| 66  | Jarosław Marycz     | SAX    | + 0"       |
| 126 | Karol Domagalski    | CJR    | + 0"       |
| 145 | Adrian Kurek        | UNA    | + 1' 34"   |

| Lp. | Zawodnik              | Zespół | Czas        |
| --- | --------------------- | ------ | ----------- |
| 1   | Iwajło Gabrowski      | KAT    | 26h 15' 35" |
| 2   | Aleksander Diaczenko  | AST    | + 01' 33"   |
| 3   | Danail Andonow Petrow | CJR    | + 01 38"    |
|     |                       |        |             |
| 9   | Michał Gołaś          | OPQ    | + 03' 02"   |
| 65  | Jarosław Marycz       | SAX    | + 29' 19"   |
| 98  | Adrian Kurek          | UNA    | + 42' 31"   |
| 125 | Karol Domagalski      | CJR    | + 54' 11"   |

### Etap 8: 29 kwietnia 2012:Stambuł121 km
| Lp. | Zawodnik         | Zespół | Czas       |
| --- | ---------------- | ------ | ---------- |
| 1   | Theo Bos         | RAB    | 2h 32' 35" |
| 2   | Andrew Fenn      | OPQ    | + 0"       |
| 3   | Stefan Van Dijk  | ACC    | + 0"       |
|     |                  |        |            |
| 47  | Michał Gołaś     | OPQ    | + 0"       |
| 59  | Karol Domagalski | CJR    | + 0"       |
| 108 | Jarosław Marycz  | SAX    | + 0"       |
| 130 | Adrian Kurek     | UNA    | + 1' 34"   |

| Lp. | Zawodnik              | Zespół | Czas        |
| --- | --------------------- | ------ | ----------- |
| 1   | Iwajło Gabrowski      | KAT    | 28h 48' 10" |
| 2   | Aleksander Diaczenko  | AST    | + 01' 33"   |
| 3   | Danail Andonow Petrow | CJR    | + 01 38"    |
|     |                       |        |             |
| 9   | Michał Gołaś          | OPQ    | + 03' 02"   |
| 62  | Jarosław Marycz       | SAX    | + 29' 19"   |
| 95  | Adrian Kurek          | UNA    | + 42' 31"   |
| 122 | Karol Domagalski      | CJR    | + 54' 11"   |

## Posiadacze koszulek po poszczególnych etapach
| Etap                 | Zwycięzca            | Klasyfikacja generalna                | Klasyfikacja punktowa | Klasyfikacja górska | Klasyfikacja sprinterska | Klasyfikacja drużynowa |
| -------------------- | -------------------- | ------------------------------------- | --------------------- | ------------------- | ------------------------ | ---------------------- |
| 1                    | Theo Bos             | Theo Bos                              | Theo Bos              | –                   | Frédérique Robert        | Utensilnord-Named      |
| 2                    | André Greipel        | Matthew Goss                          | Matthew Goss          | –                   | László Bodrogi           | Team Katusha           |
| 3                    | Iwajło Gabrowski     | Iwajło Gabrowski                      | Matthew Goss          | Iwajło Gabrowski    | Matteo Fedi              | Pro Team Astana        |
| 4                    | Mark Renshaw         | Iwajło Gabrowski                      | Matthew Goss          | Iwajło Gabrowski    | Matteo Fedi              | Pro Team Astana        |
| 5                    | Andrea Di Corrado    | Iwajło Gabrowski                      | Matthew Goss          | Iwajło Gabrowski    | Matteo Fedi              | Pro Team Astana        |
| 6                    | Sacha Modolo         | Iwajło Gabrowski                      | Matthew Goss          | Marco Bandiera      | Maksim Belkow            | Pro Team Astana        |
| 7                    | Iljo Keisse          | Iwajło Gabrowski                      | Matthew Goss          | Marco Bandiera      | Maksim Belkow            | Pro Team Astana        |
| 8                    | Theo Bos             | Iwajło Gabrowski                      | Matthew Goss          | Marco Bandiera      | Maksim Belkow            | Pro Team Astana        |
| Klasyfikacja końcowa | Klasyfikacja końcowa | Iwajło Gabrowski Aleksander Diaczenko | Matthew Goss          | Marco Bandiera      | Maksim Belkow            | Pro Team Astana        |

## Końcowa klasyfikacja generalna
| M-ce | Imię i nazwisko      | Kraj       | Drużyna                  | Czas        |
| ---- | -------------------- | ---------- | ------------------------ | ----------- |
| 1.   | Iwajło Gabrowski     | Bułgaria   | Konya – Torku Seker Spor | 28h 48' 10" |
| 2.   | Aleksander Diaczenko | Kazachstan | Team Astana              | + 1' 33"    |
| 3.   | Daniel Petrow        | Bułgaria   | Caja Rural               | + 1' 38"    |
| 4.   | Adrian Palomares     | Hiszpania  | Andalucía                | + 1' 44"    |
| 5.   | Romain Bardet        | Francja    | Ag2r-La Mondiale         | + 2' 01"    |
| 6.   | Aleksandr Jefimkin   | Rosja      | Team Type 1-Sanofi       | + 2' 23"    |
| 7.   | Florian Guillou      | Francja    | Bretagne-Schuller        | + 2' 29"    |
| 8.   | Enrico Battaglin     | Włochy     | Colnago-CSF Inox         | + 2' 58"    |
| 9.   | Michał Gołaś         | Polska     | Omega Pharma-Quick Step  | + 3' 02"    |
| 10.  | Will Routley         | Kanada     | SpiderTech-C10           | + 3' 14"    |